# Monasticismo insular
Há evidências arqueológicas do monasticismo insular já em meados do século V, influenciado por estabelecimentos na Gália, como o mosteiro de Martinho de Tours em Marmoutier, a abadia estabelecida por Honorato em Lérins; a abadia de Mont-Saint-Michel; e a de Germano em Auxerre. Muitos monges irlandeses estudaram na Candida Casa perto de Whithorn, no que hoje é Galloway, na Escócia.

## Antecedentes
No século V, Martinho de Tours havia estabelecido mosteiros em Ligugé e Marmoutier; Cassiano, a Abadia de São Vítor e a Abadia feminina de Saint-Sauveur em Marselha; Honorato em Lérins; e Germano em Auxerre. A tradição monástica se espalhou da Gália para as Ilhas Britânicas logo depois.Lérins era famosa por treinar padres, e vários de seus monges se tornaram bispos. Bento Biscop passou dois anos lá e mais tarde fundou o mosteiro de São Pedro em Monkwearmouth, na Nortúmbria, sob a Regra de São Bento.
À medida que o Cristianismo se espalhava pela Irlanda e partes da Grã-Bretanha durante o final do século IV e V, comunidades monásticas surgiram em lugares como Iona, Lindisfarne e Kildare. Vários monges irlandeses antigos eram conhecidos por serem missionários, viajando para a Grã-Bretanha e Europa continental.

## História
A concepção romana, e portanto saxônica, do governo eclesiástico era territorial e diocesana. A concepção celta era tribal e monástica. Nas Ilhas Britânicas, no século V, as primeiras comunidades monásticas na Irlanda, País de Gales e Strathclyde seguiram um modelo diferente e distintamente celta. Parece claro que os primeiros mosteiros celtas eram meramente assentamentos onde os cristãos viviam juntos – padres e leigos, homens, mulheres e crianças – como uma espécie de clã religioso. Em um período posterior, mosteiros reais de monges e freiras foram formados e, mais tarde, a vida eremítica entrou em voga.
Os primeiros mosteiros celtas eram como pequenas aldeias, onde as pessoas aprendiam tudo, desde agricultura até religião, com a ideia em mente de que, eventualmente, um grupo se separaria, se mudaria para alguns quilômetros de distância e estabeleceria outro mosteiro. Dessa forma, o modo de vida celta e a Igreja celta se propagaram pela Irlanda e, eventualmente, para a Grã-Bretanha Ocidental e Escócia. Os monges irlandeses espalharam o Cristianismo pela Cornualha, País de Gales e Escócia. São Niniano estabeleceu um mosteiro em Whithorn, na Escócia, por volta de 400 d.C., e foi seguido por São Columbano (Iona) e São Edano, que fundou um mosteiro em Lindisfarne, na Nortúmbria. Os monges errantes de Columbano tornaram-se missionários. Os santos fundadores eram quase invariavelmente membros menores de dinastias locais, e seus sucessores eram frequentemente escolhidos entre seus parentes. Ultano, abade-bispo de Ardbraccan, era discípulo e parente de Declano de Ardmore, que o fez bispo de Ardbraccan.
A observância insular, a princípio tão distinta, perdeu gradualmente o seu carácter especial e alinhou-se com a de outros países; mas, nessa altura, o monasticismo celta já tinha passado do seu apogeu e a sua influência tinha declinado.

### Escócia
"O impacto do monasticismo na Escócia foi profundo e duradouro."  Whithorn, um antigo centro comercial, precede a ilha de Iona em 150 anos como berço do Cristianismo escocês. O monumento cristão mais antigo da Escócia é "The Latinus Stone", uma pedra de cemitério datada de meados do século V. Beda relata uma crença tradicional de que em 397, Niniano estabeleceu a primeira missão cristã ao norte da Muralha de Adriano aqui.

#### Niniano
De acordo com o relato tradicional expandido na Vita Sancti Niniani, atribuído a Elredo de Rievaulx, Niniano era um britânico que havia estudado em Roma. Em seu retorno, ele parou para visitar Martinho de Tours, que enviou pedreiros com ele em sua jornada de volta para casa. Esses pedreiros construíram uma igreja de pedra, na costa. Pouco depois (397), ao saber da morte de São Martinho, Niniano dedicou a igreja a ele. Niniano passou a converter os pictos do sul ao Cristianismo. Há um forte consenso acadêmico moderno de que Niniano e Finiano de Movilla são a mesma pessoa, cujo nome real era "Uinniau".
A pequena igreja de pedra, conhecida como "Candida Casa" ("casa branca brilhante"), foi o primeiro edifício cristão da Escócia. Escavações arqueológicas sugeriram que Whithorn era principalmente um assentamento comercial, cujos moradores eram cristãos, e que um local mais provável para a igreja de Niniano poderia ter sido Kirkmadrine, do outro lado da baía. Parece que Rosnat era um mosteiro duplo com uma casa separada para mulheres.
Em Whithorn, muitos monges foram treinados, que mais tarde foram para o campo missionário para se tornarem apóstolos famosos da Irlanda e Alba, até mesmo tão ao norte quanto as nebulosas Ilhas Orkney e Shetland. Santo Éogan, fundador do mosteiro de Ardstraw, era um irlandês que viveu no século VI d.C. e teria sido levado por piratas para a Grã-Bretanha. Ao obter sua liberdade, ele foi estudar na Candida Casa. Enda de Aran estudou primeiro com Ailbe de Emly, e depois foi para a Candida Casa. Enda fundou o primeiro mosteiro nas Ilhas Aran.

#### Outras fundações monásticas
Por volta de 528, Cadoco teria construído um mosteiro de pedra provavelmente em Kilmadock, que recebeu seu nome em sua homenagem, a noroeste de Stirling. Em 565, São Kenneth se juntou a Columba na Escócia e depois fundou um mosteiro em Fife. O mosteiro de Kingarth na Ilha de Bute está associado aos santos Catão e seu sobrinho Bláán, que estudaram com Kenneth.
Um contemporâneo de Columba, Moluague, é descrito em The Matryrology of Óengus, como "O Claro e Brilhante, O Sol de Lismore em Alba". Ele foi ordenado por Comgall de Bangor, que pode ter sido um parente. Por volta de 562, ele e doze companheiros embarcaram em um "martírio branco", abandonando sua terra natal para estabelecer um mosteiro na ilha de Lismore, na Escócia. Lismore se tornou um importante centro do Cristianismo celta. Máel Ruba, sobrinho-neto de Comgall de Bangor, (cujo pai era picto), fundou a Abadia de Applecross em 672 no que era então território picto. Um raio de seis milhas de seu túmulo foi designado "A' Chomraich" ("O Santuário"), e concedeu todos os direitos e privilégios do santuário. Segundo Adomnano, Donnano de Eigg foi martirizado junto com vários monges em seu mosteiro em Kildonnan.
Pouco antes de sua morte em 651, Edano de Lindisfarne fundou a Abadia de Melrose no Rio Tweed, como uma casa filha de seu próprio estabelecimento. Cuteberto entrou em Melrose sob o abade Eata. Ele estudou com o prior Boisil. Os doentes vinham de longas distâncias para Boisil, que era habilidoso nas propriedades curativas de várias ervas e nas fontes minerais próximas. Por volta de 658, Eata deixou Melrose e fundou um novo mosteiro em Ripon, em Yorkshire, levando consigo o jovem Cuteberto como seu mestre-convidado. Boisil sucedeu Eata como abade em Melrose.
Entre 1994 e 2007, investigações arqueológicas dirigidas por Martin Carver confirmaram a existência de um mosteiro picto em Portmahomack em Tarbat Ness em Easter Ross. O mosteiro começou por volta de 550 d.C. e foi destruído por um incêndio por volta de 800 d.C. Tinha um cemitério com sepulturas de cisto e suporte de cabeça, uma igreja de pedra, pelo menos quatro cruzes de pedra monumentais e oficinas de fabricação de pratos de igreja, pergaminho e livros cristãos primitivos.
No século VIII, uma comunidade monástica foi fundada em Cennrigmonaid, que mais tarde se tornou St. Andrews, talvez pelo rei picto Óengus, filho de Fergus. O clero na época era o Céli Dé (Culdees). Os anais irlandeses registram a morte de um de seus abades, Túathalán, em 747. Uma versão da lenda da fundação afirma que o mosteiro era definido por cruzes independentes.
Fisicamente, os mosteiros escoceses diferiam significativamente dos do continente e eram frequentemente um conjunto isolado de cabanas de madeira rodeadas por um muro. O mosteiro de São Donano em Kildonnan estava localizado dentro de um recinto oval, rodeado por uma vala, abrigando uma capela retangular no centro e um punhado de edifícios menores de cada lado.